# プルウォケルト

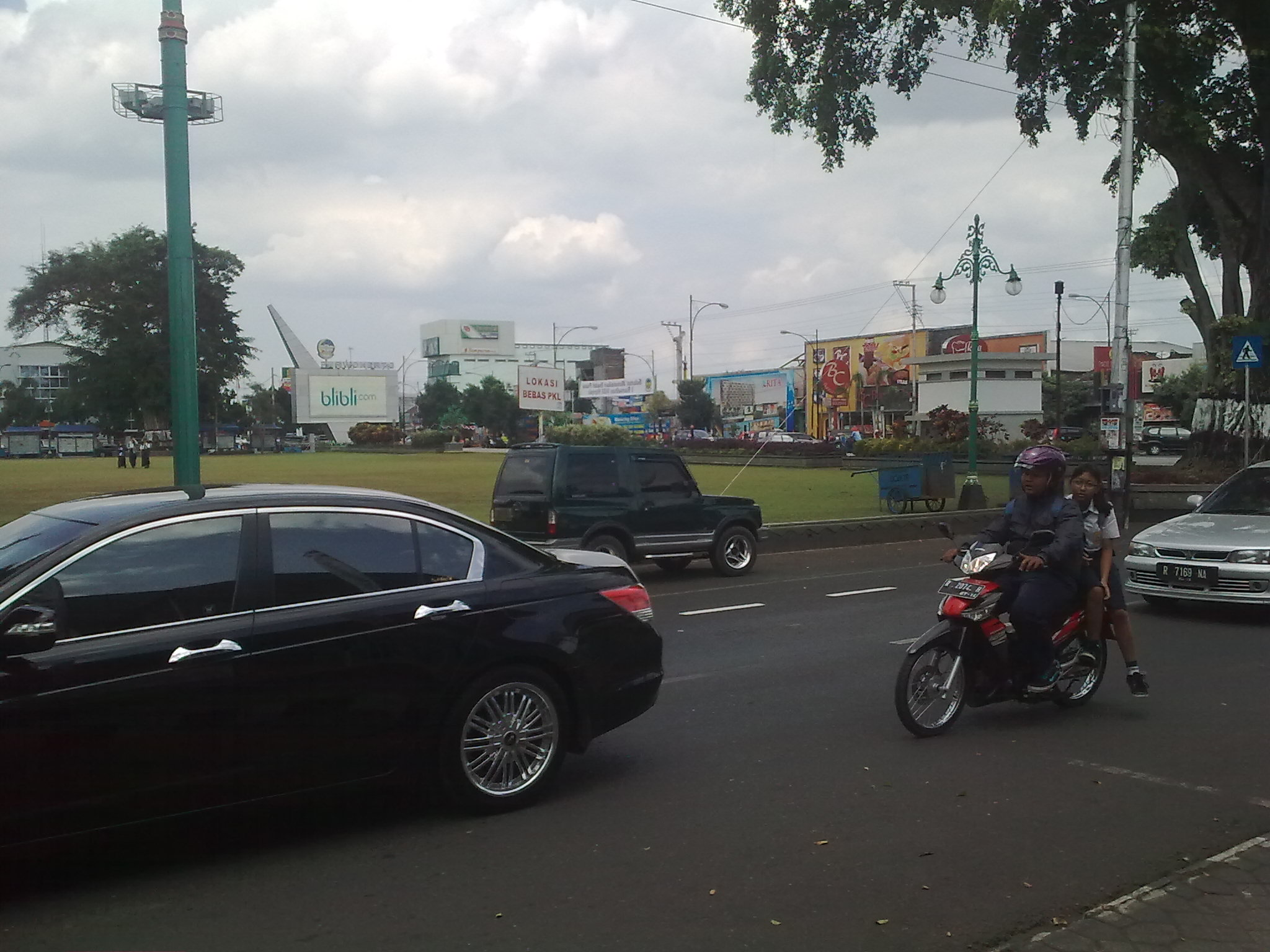
プルウォケルトの町の様子。

プルウォケルト (Purwokerto) は、インドネシアの中部ジャワ州のバニュマス県の県都である。なお、片仮名表記ではプルウォクルトと記されることもある。
北にスラメット山（標高3,428m）をいただく都市。人口は2005年現在、約25万人。インドネシア国内の人口規模からして町は大きくないものの、1945年、オランダからのインドネシア独立戦争時にインドネシア共和国軍が本拠地としたことから、同国の歴史に名を残している。
交通は、チルボンからジョグジャカルタへ至る鉄道の中間駅としてプルウォケルト駅がある。主要各都市からの鉄道による所要時間はジャカルタから約6時間、ジョグジャカルタから約3時間。かつては東方に位置するウォノソボへ至る鉄道も存在したが事実上廃線となって久しい。また、周辺からプルウォケルトに至る道路の交接点ということもあり、大きなバスターミナルも存在する。市内には空港はない。産業は特筆すべきものがないものの、コメやゴムなど周辺で生産される農作物の集積、集散地となっている。